# Jenynsia obscura
Jenynsia obscura is een straalvinnige vissensoort uit de familie van de vierogen (Anablepidae). De wetenschappelijke naam van de soort is voor het eerst geldig gepubliceerd in 1877 door Weyenbergh.